# Eduard Büchsel
Eduard Büchsel (Schweicheln, gemeente Hiddenhausen, 1 mei 1917 - Dortmund, 17 juni 1980) was een Duits organist.

## Leven
Eduard Büchsel werd geboren als zoon van een dominee. Op 18 jaar begon hij muziekstudie te Leipzig aan de hogeschool voor muziek en theater. In 1936 benoemde zijn leraar Günther Ramin hem tot zijn plaatsvervanger als organist aan de Thomaskerk.
In 1939 werd Büchsel organist te Völklingen. In 1941 werd hij cantor van de Trinitaskerk te Litzmannstadt (Łódź). In 1945 werd hij krijgsgevangen genomen. Na zijn terugkeer werkte hij in oktober 1945 als cantor in Münster. In mei 1946 werd hij organist en cantor van de Martin-Lutherkerk te Gütersloh. In september van dat jaar stichtte hij er het Bachkoor en in 1947 een kinderkoor. In de lente van 1948 speelde hij verschillende orgelwerken voor de Nordwestdeutscher Rundfunk. In 1957 gaf hij de koorleiding door aan Hermann Kreutz en spitste hij zich toe op orgel. Hij liet een nieuw Steinmeyer-orgel bouwen in de kerk. In 1960 werd hij cantor in de Reinoldikirche te Dortmund. Hij leidde het koor van de Bachvereniging, maar speelde ook regelmatig werken van Bach en Max Reger op het grote orgel van de kerk.
In 1980 stierf hij na een lange ziekte.
- Gemeinsame Normdatei: 1257666630
- International Standard Name Identifier: 0000 0000 4231 5685
- Library of Congress Control Number: no91013810
- MusicBrainz: c7396315-399d-4ea5-8935-5aa1a0a92c4b
- Virtual International Authority File: 78341178
- WorldCat: E39PBJcR6DxBBwdxVjH9TCm68C